# Hector Barbossa
Hector Barbossa kapitány egy fiktív szereplő A Karib-tenger kalózai filmsorozatban. Kalóz, a Fekete Gyöngy elsőtisztje, később kapitánya a Jack Sparrow ellen elkövetett zendülés után. Megformálója Geoffrey Rush.

## Élete

### Előélete
Születési dátumai és családtagjai ismeretlenek. Kalóznak állt a Jack Sparrow irányítása alatt álló Fekete Gyöngyre, és elsőtiszt lett belőle.

### Lázadás Jack Sparrow kapitány ellen
Barbossa egy este leitatta Jack Sparrow kapitányt, és megtudta tőle, hogy hol van az Isla de Muerta nevű sziget, ahol egy azték aranykincs van elrejtve, amin átok ül, miszerint aki elvesz valamennyit a kincsből, az halhatatlan lesz. Az átok feloldására egyetlen mód létezik: a kincs összes darabját vissza kell szolgáltatni, és a kincs összes elrablójának a véráldozatot kell bemutatnia. Barbossa és követői az átkot nem létező babonának vették, és kitették Sparrowt egy lakatlan szigeten élelem és víz nélkül, egy egy golyót tartalmazó pisztollyal, ami csak arra elég, hogy Sparrow véget vessen szenvedéseinek. Kiderült, hogy az átok valódi, és a Sparrow elleni lázadást ellenző matróz, Bocskor Bill Turner elküldött egy darabot a kincsből a fiának, Willnek, abban a reményben, hogy a lázadó legénység örökre átkozott marad. Barbossa megtorlásképpen ágyúval a tengerfenékre lövette Bocskor Billt.

### Kísérletek az átok feloldására és Barbossa halála
Barbossa nemsokára megtámadott egy hajót, amin Bocskor Bill fia, Will utazott, mert nála volt az utolsó kincsdarab, és az ő vére is elégséges volt az átok feloldásához. Will azonban egyedüliként életben maradt, és a Royal Navy egyik hajója megtalálta. A hajón utazott a jamaicai Port Royal kormányzója, Weatherby Swann, lánya, Elizabeth és James Norrington hadnagy is. Willt Port Royalba vitték, ahol kovácsinas lett. Tíz évvel később a Fekete Gyöngy megtámadta Port Royalt, Bocskor Bill gyermekét keresve. Két kalóz, Ragetti és Pintel azt hitték, hogy Elizabeth Bocskor Bill lánya, és elvitték őt Barbossa kapitányhoz a Fekete Gyöngyre, ahol Elizabeth Elizabeth Turnerként mutatkozik be, és sikerül alkut kötnie, miszerint a kalózok elhagyták Port Royalt, és Elizabethet magukkal hurcolva elmentek az Isla de Muertára. Közben Will és Sparrow ellopják a flotta leggyorsabb hajóját, a Lopakodót, és a Fekete Gyöngy nyomába szegődnek. Sor kerül csatára, majd Sparrow elcsen egy darabot a kincsből, és párbajozni kezdett Barbossával. Jack végül lelőtte a kapitányt a pisztolyával, miközben Will visszaszolgáltatja az utolsó két kincsdarabot, és Sparowval együtt vért áldoz. Barbossa meghal.

### A világ végénben
Barbossa feltámad, és a Holtak kincsében visszatér a film legvégén, és elvállalja, hogy a Fekete Gyöngy túlélőivel elhajózzon a világ végére, hogy visszahozza Jack Sparrowt. Ezután Lord Cutler Beckett és a Kelet-Indiai Társaság fenyegetése miatt összehívja a Kalóztanácsot, majd részt vesz a Davy Jones és Beckett elleni harcban. Ő házasítja össze Will Turnert és Elizabeth Swannt. A film legvégén újra elviszi a Fekete Gyöngyöt.

### AzIsmeretlen vizekenben
A negyedik filmben Barbossa angol haditengerészkapitánynak csap fel, és az HMS Providence fedélzetén az Ifjúság forrását keresi. A forrásnál leszúrja Feketeszakállt egy mérgezett élű karddal. A film végén elviszi Feketeszakáll hajóját, az Anna királynő bosszúját.
A Salazar bosszújában
Szörnyen gazdag kalóz lesz belőle. Salazar megtámadja a hajóit és meg akarja ölni Barbossát és legénységét. Barbossa alkut köt vele, hogy Salazar életben hagyja ha segít neki Jack Sparrow elfogásában. Barbossa Jack után megy egy szigetre és épphogy csak sikerül kimentenie Jack-et az "esküvőjéről". Feketeszakáll kardjának segítségével újra vízre szállhat a Fekete Gyöngy, amellyel elindulnak megkeresni Poseidón szigonyát amely felold minden átkot. Az akció közben rájön hogy a hajón utazó asztrológus, az egyedüli aki látja a térképet a szigony felé, az ő vér szerinti rég elveszett lánya, Karina Smyth (Barbossa). A kaland végén, amikor a tenger újra elkezd összehúzódni, Salazar megtámadja őket. Barbossa feláldozza magát és leugrik a horgonyról, magával rántva Salazart, így a tenger habjaiba veszik.

## Érdekességek
- Barbossa keresztneve nem volt megemlítve az első két filmben, az első film egyik audiokommentárjából derül ki.

## Fordítás
- Ez a szócikk részben vagy egészben  a   Hector Barbossa című angol Wikipédia-szócikk fordításán alapul.  Az eredeti cikk szerkesztőit annak laptörténete sorolja fel. Ez a jelzés csupán a megfogalmazás eredetét és a szerzői jogokat jelzi, nem szolgál a cikkben szereplő információk forrásmegjelöléseként.